# Techniscope
Techniscope é um formato de filme concebido pela Technicolor Italia em 1963. Foi um processo de tomadas bastante empregado nos anos 60, em que o filme 35 mm avançava na câmera de duas perfurações por imagem no lugar das quatro perfurações usuais. Isso dava uma imagem negativa no formato Scope. Para obtenção de cópias de projeção, a imagem era em laboratório comprimida horizontalmente (anamorfose) e ampliada na dimensão do Scope.